# Masbate (provins)

Masbates läge i Filippinerna

Masbate är en provins i Filippinerna som ligger i Bikolregionen. Den har 892 393 invånare (2015) på en yta av 4 048 km². Administrativ huvudort är staden Masbate.
Provinsen är indelad i 20 kommuner och 1 stad.